# Иван Марић
Иван Иво Марић (Сплит, 27. јануар 1899 — Сплит, 1968), комунистички револуционар и члан руководства КП Југославије.

## Биографија
Као занатлија-водоинсталатер 1919. прикључио се радничком покрету и постао члан Комунистичке партије Југославије (КПЈ). У време фракцијских борби у КПЈ, Марић је припадао „левој фракцији”, а 1928. је као члан Обласног комитета КПЈ за Далмацију, у име далматинских комуниста Коминтерни послао писмо у коме је Милана Горкића, тадашњег инструктора Коминтерне, оптужио да говори против Стаљина и даје подршку Троцком. Писмо је у Бечу дошло до Горкића, који је потом у Сплит послао Јована Малишића са задатком да распусти обласно руководство — Вицко Јеласка, Иво Баљкас и Марић, упркос томе што је ово руководство било једно од ретких које је функционисало у тешким условима илегале. Недуго након партијске суспензије, они су били ухапшени и премлаћени од стране полиције, због чега су посумњали да их је неко одао полицији.
Марић, Јеласка и Баљкас касније су враћени у локално руководство КПЈ у Далмацији и била им је поверена организација Пленума Централног комитета КПЈ, одржаног у јуна 1935. Сплиту (Сплитски пленум ЦК КПЈ). На Пленуму је Марић изабран за делегата на Седмом конгресу Коминтерне, одржаном током јула и августа исте године у Москви. Упркос сукобима са Миланом Горкићем, на Априлском пленуму ЦК КПЈ одржаном 1936. у Бечу, био је изабран за кандидата за члана Политбироа ЦК КПЈ. Одлуке овог пленума, Коминтерна је убрзо поништила, а од седморице тада изабраних чланова и кандидата за чланове Политбироа, у нови Политибиро ЦК КПЈ августа 1936. су ушли само Горкић и Тито. Недуго након Пленума, Иван Марић и његова супруга Маргита, су заједно са још четворицом водећих југословенских комуниста — Срђа Прица, Карло Худомаљ, Ловро Кухар и Драго Марушић — били ухапшени од аустријске полиције, након чега су око годину дана провели у затвору. Били су уверени да их је полицији одао Горкић, како би их избацио из руководства КПЈ.
Након пуштања на слободу, протерани су из Беча у Праг, а Марић је одатле отишао у Париз, где се налазило руководство КПЈ, где је био задужен за рад међу тамошњим економским емигрантима и студентима из Југославије. Сарађивао је са Лабудом Кусовцем у Комитету за помоћ Републиканској армији, који је радио на пребацивању добровољаца из Југославије у Шпанију. Како је Горкић, пре његовог доласка у Париз, био позван у Москву и тамо ухапшен, Марић је то видео као прилику за остваривање својих лидерских амбиција. Успоставио је блиске везе са француским комунистима, који су му пружили подршку у Коминтерни. Након сусрета са представником Коминтерне Иваном Сребрњаком, који је боравио у Паризу, током 1938. неформално је проглашен генералним секретаром КПЈ. Заједно са Кусовцем, уживао је подршку Петка Милетића, вође робијаша-комуниста у затвору у Сремској Митровици, и покушао да из руководства избаци Родољуба Чолаковића и Сретена Жујовића, који су били окарактерисани као Горкићеви људи и да сузбије утицај Јосипа Броза Тита, који је као организациони секретар преузео вођство партије након Горкићевог ухапшења.
Након што је септембра 1939, Петко Милетић у Москви био ухапшен, Марић и Кусовац, су заједно са другим његовим присталицама били искључени из Комунистичке партије. Године 1940. Марић се вратио у Сплит, где је живео илегално све до почетка Другог светског рата. Као „фракционаш” и „петковићевац” није могао учествовати у Народноослободилачком покрету (НОП), а као комуниста био је прогоњен од окупационих власти, због чега се од 1941. до 1943. налазио у италијанском логору. Након рата је у Сплиту радио као водоинсталатер, али је био ухапшен и осуђен на десет година као шпијун Гестапоа. Након 1948. и разлаза Југославије са Инфорбироом, Марић је био прикључен осуђеним „информбировцима” и у затвору на Голом отоку је остао до 1956. године.